# Airplane II: The Sequel
Airplane II: The Sequel is een Amerikaanse filmkomedie uit 1982 onder regie van Ken Finkleman, die ook het scenario schreef. De productie is een vervolg op Airplane! uit 1980, met deels dezelfde cast.

## Verhaal
Aan het einde van de 20ste eeuw begint een luchtvaartmaatschappij met gecommercialiseerde vluchten naar een maanbasis. De eerste vlucht zal vanuit Houston vertrekken met het ruimteveer Mayflower One.
Elaine Dickinson is gepromoveerd van stewardess naar computerdeskundige. Haar relatie met Ted Striker is op de klippen gelopen en ze is nu verloofd met Simon Kurtz, een van de piloten van het ruimteveer. De bemanning bestaat verder uit kapitein Clarence Oveur, eerste officier Dunn en navigator Dave Unger.
Ted Striker zit al enige tijd in een psychiatrische instelling. Hij werd mentaal instabiel verklaard nadat hij als testpiloot was gecrasht met een van de ruimteveren. Striker beweerde dat de ruimteveren te onveilig zijn, waarop de vliegmaatschappij een rechtszaak aanspande. Zij konden de rechter en jury overhalen dat de shuttles wel veilig zijn en dat Striker de crash zelf heeft veroorzaakt omwille van aanhoudende trauma's. Hij heeft tijdens een oorlog zijn ganse vloot boven Macho Grande laten crashen omdat ze te laag vlogen. Wanneer Ted verneemt dat de eerste maanvlucht binnen enkele uren vertrekt, ontsnapt hij uit de instelling. Via de zwarte markt kan hij nog een ticket kopen.
Tijdens de vlucht ontstaat er een kortsluiting waardoor de boordcomputer, ROC genoemd, een grote kunstmatige intelligentie krijgt en een eigen leven begint te leiden. De computer verandert de koers van het schip richting zon. Unger en Dunn proberen in de computerkamer ROC uit te schakelen, maar ROC opent de deur waarop Unger en Dunn in de ruimte worden gezogen. Daarop tracht Oveur om ROC uit te schakelen, maar hij wordt vergast. Simon beslist om het schip te verlaten met het enige reddingsveer. Daardoor blijft enkel Elaine nog over. Zij roept Ted te hulp omdat ze weet dat hij het veer kan besturen als de computer eenmaal is uitgeschakeld.
Op aarde komt luchtverkeersleider Steven McCroskey erachter dat een van de passagiers, Joe Seluchi, een bom bij zich heeft. Hij wil zelfmoord plegen zodat zijn vrouw een grote som krijgt van de verzekeringsmaatschappij. Striker komt in het bezit van de bom en blaast daarmee ROC op. Omdat het ruimteveer nu veel schade heeft opgelopen, vliegt men boven lichtsnelheid naar de maan. Vanaf nu neemt luchtverkeersleider Buck Murdock vanop de maan de leiding over. Hij heeft een afkeer van Striker omwille van het incident in Macho Grande, maar beslist uiteindelijk om toch te helpen. Uiteindelijk landt Mayflower One op de maan, hoewel het eerder als een crash kan worden omschreven.
Ted en Elaine zijn ondertussen weer op elkaar verliefd geworden en beslissen om onmiddellijk te trouwen.

## Rolverdeling
| Acteur          | Personage               |
| --------------- | ----------------------- |
| Robert Hays     | Ted Striker             |
| Julie Hagerty   | Elaine Dickinson        |
| Lloyd Bridges   | Steve McCroskey         |
| Chad Everett    | Simon Kurtz             |
| Peter Graves    | kapitein Clarence Oveur |
| Rip Torn        | Bud Kruger              |
| Chuck Connors   | The Sarge               |
| John Dehner     | bestuursvoorzitter      |
| Stephen Stucker | Jacobs                  |
| Wendy Phillips  | Mary                    |
| Sonny Bono      | Joe Salucci             |
| William Shatner | Commander Buck Murdock  |
| Raymond Burr    | rechter D.C. Simonton   |
| John Vernon     | Dr. Stone               |
| Lee Purcell     | mevrouw Salucci         |
| David Paymer    | fotograaf               |
| Rick Overton    | klerk                   |
| James Noble     | pater O'Flanagan        |
| Howard Honig    | Dave Walters            |
| Mary Mercier    | Edith Walters           |
| Kenneth O'Brien | Porter                  |
| Nicholas Pryor  | meneer Hammen           |
| Lee Bryant      | mevrouw Hammem          |
| Oliver Robins   | Jimmy Wilson            |
| Mary Farwell    | Alice Wilson            |
| Dennis Howard   | John Wilson             |
| Floyd Levine    | inspecteur Hallick      |